# Anton Leban
Anton Leban, slovenski učitelj in pedagoški pisatelj, * 30. november 1849, Kanal ob Soči, † 12. marec 1925, Stična.

## Življenjepis
Anton Leban brat A.A. Lebana in J. Lebana je ljudsko šolo dokončal v Kanalu, 4 razrede realke in učiteljišče v Gorici, kjer je nato nadomeščal obolelega očeta na goriški ljudski šoli, bil kasneje učitelj v Medani, Mozirju, Ribnici na Pohorju, a se je zaradi nenehnih bojev z nemškutarji vrnil na Primorsko v Sežano, od koder je nato odšel za nadučitelja v Komen, kjer je ostal nad 30 let. Med vojno se je kot upokojenec preselil v Stično.

## Delo
Leban je pod psevdonimom Mozirski objavljal s črtice v Vrtcu (od 1876) in drugih časopish (Soča, Zvončk). Pisal pa je tudi pedagoške članke med drugimi: Vpliv naravoslovja na omiko in blagostanje narodov (1875); Telovadba; O kazalnem pouku (1876); Učitelj – odgojitelj; Kako bi se dalo ljudstvo za šolo pridobiti. Od 1881–1898 je objavljal v komenskih šolskih poročilih članke, namenjene staršem, otrokom in šoli ter bil od 1881 prvi predsednik učiteljskemu društvu za sežansko-komenski okrajaju.